# Santa Cruz (ort i Spanien, Andalusien)
Santa Cruz är en ort i Spanien.   Den ligger i provinsen Provincia de Almería och regionen Andalusien, i den södra delen av landet, 400 km söder om huvudstaden Madrid. Santa Cruz ligger 333 meter över havet och antalet invånare är 205.
Terrängen runt Santa Cruz är kuperad åt nordost, men åt sydväst är den bergig. Santa Cruz ligger nere i en dal.Runt Santa Cruz är det ganska tätbefolkat, med 83 invånare per kvadratkilometer. Närmaste större samhälle är Alhama de Almería, 7,4 km söder om Santa Cruz. Omgivningarna runt Santa Cruz är i huvudsak ett öppet busklandskap.